# Acétate de lithium
L'acétate de lithium (CH3COOLi) est un sel de lithium et d'acide acétique.

## Utilisation
L'acétate de lithium est utilisé en solution tampon dans des électrophorèses sur gel d'ADN ou d'ARN.